# Ludwik III Pobożny
Ludwik III Pobożny, niem. Ludwik III. der Fromme (ur. 1151 lub 1152 r., zm. 16 października 1190 r.) – landgraf Turyngii od 1172 r., palatyn saski w latach 1180–1181 z dynastii Ludowingów.

## Życiorys
Ludwik III był najstarszym synem landgrafa turyngeńskiego Ludwika II Żelaznego oraz Jutty, córki księcia Szwabii Fryderyka II Jednookiego z dynastii Hohenstaufów, a jednocześnie siostry cesarza Fryderyka I Barbarossy. Po śmierci ojca w 1172 objął po nim dziedzictwo w Turyngii, podczas gdy młodszy brat, Henryk Raspe III otrzymał posiadłości Ludowingów w Hesji z tytułem hrabiego. W pierwszych latach panowania prowadził wojny z synami margrabiego brandenburskiego Albrechta Niedźwiedzia, podczas których zdobył Weimar, pokonał także opozycję możnych z Turyngii sprzymierzonych z Erfurtem. 
Kontynuował tradycyjną w jego rodzinie politykę wspierania Hohenstaufów, w 1176 towarzyszył cesarzowi Fryderykowi Barbarossie we Włoszech, później ponownie w 1184 Dość późno jednak otwarcie opowiedział się po jego stronie w konflikcie z Henrykiem Lwem, niemniej jednak w 1180 został obdarzony przez cesarza palatynatem saskim, drugim księstwem Świętego Cesarstwa (I Rzeszy) pod jego berłem. W tym samym roku wraz z bratem Hermanem trafił do niewoli u Henryka Lwa; wolność odzyskali prawdopodobnie pod koniec 1181 
Także w 1180, po śmierci brata Henryka Raspego III, Ludwik zjednoczył pod swoim berłem także heskie posiadłości Ludowingów. Jednak w 1181 oddał palatynat saski innemu ze swych braci, Hermanowi, a część najbardziej na zachodzie położonych posiadłości sprzedał w latach 80. arcybiskupom Kolonii. Spory terytorialne doprowadziły do wojny z arcybiskupami Moguncji, zakończonej kompromisem w 1186
Był uczestnikiem zorganizowanej przez Barbarossę III wyprawy krzyżowej; nie udał się jednak do Ziemi Świętej u boku cesarza drogą lądową, lecz popłynął tam statkiem. Uczestniczył w walkach podczas oblężenia Akki. W 1190, już chory, ruszył w drogę powrotną, podczas której zmarł na statku. Jego następcą został młodszy brat Herman.

## Potomkowie
Ludwik III był dwukrotnie żonaty. W 1174 r. poślubił Małgorzatę, córkę hrabiego Kleve Dytryka II, z którą się rozwiódł w 1186 r. (prawdopodobnie z powodu zbyt bliskiego pokrewieństwa). Drugą żoną Ludwika była Zofia, wdowa po królu duńskim Waldemarze I. Doczekał się jedynie córki z pierwszego małżeństwa, Jutty, żony Dytryka z rodu Wettynów, hrabiego Groitzsch.